# Fjällhedsfly
Fjällhedsfly, Xestia lyngei, är en fjärilsart som först beskrevs av Hans Rebel 1923.  Fjällhedsfly ingår i släktet Xestia, och familjen nattflyn, Noctuidae. Enligt den finländska rödlistan är arten starkt hotad, EN, i Finland. Enligt den svenska rödlistan är arten nära hotad, NT, i Sverige. I Finland förekommer arten i nordvästligaste Lappland. I Sverige förekommer arten i Torne lappmark. Artens livsmiljö är höglänta block- och stenmarker och fjällklippor. Två underarter finns listade i Catalogue of Life, Xestia lyngei aborigenea Kononenko, 1983 och Xestia lyngei lankialai Grönblom, 1962.